# Suez Eau France
 (août 2009).
Si vous disposez d'ouvrages ou d'articles de référence ou si vous connaissez des sites web de qualité traitant du thème abordé ici, merci de compléter l'article en donnant les références utiles à sa vérifiabilité et en les liant à la section « Notes et références ».
Suez Eau France, anciennement la Lyonnaise des eaux, est une entreprise spécialisée dans la distribution d’eau et les services d’assainissement. Elle a rejoint la branche environnement du groupe Suez en 1997.
Depuis la fusion de Gaz de France et de Suez le 21 juillet 2008, la Lyonnaise des eaux était l'une des principales sociétés du groupe Suez Environnement détenu partiellement par GDF Suez.
Opérateur auprès des collectivités locales pour un total de 2 400 contrats, l’entreprise dessert 19 % de la population française en eau (12,3 millions de personnes) et dépollue les eaux usées de 18 % de la population française (9 millions de personnes).
Créée à la fin du XIXe siècle pour assurer la distribution de l’eau, l’entreprise a élargi, au XXe siècle, ses activités à la propreté, l’énergie, les services funéraires et la communication.
En 1946, la Société lyonnaise des eaux se recentre sur son métier initial : les services de l’eau et de l’assainissement à destination des collectivités locales et des industriels en France.

## Historique

### À l’origine, une institution bancaire
La Lyonnaise des eaux avait comme ancêtre la Compagnie des eaux de Paris des frères Périer, qui fut au cœur des grandes spéculations de la fin du règne de Louis XVI.
Plus tard, en plein essor de l’urbanisation et du développement de l’hygiène (voir : révolution industrielle, exode rural), le Crédit lyonnais fonde la SLEE (Société lyonnaise des eaux et de l'éclairage), le 2 février 1880, pour « l’obtention, l’achat, la prise à bail et l’exploitation, en France et à l’étranger, de toute concession et entreprise relative à l’eau et à l’éclairage ». La banque ne reste que neuf ans dans le capital de la SLEE.

### Concession: le fort développement en France
Au début du XXe siècle, en France, de grandes villes comme Bordeaux (1913) concèdent leur service de l’eau à la Lyonnaise des eaux. Pour assurer son développement, l’entreprise crée des filiales communes avec d'autres sociétés, telles que la Société des eaux du Nord fondée en 1912, ou acquiert des entreprises comme les Eaux de Dunkerque en 1924.
À cette même époque, l'éclairage urbain au gaz est l'activité principale de la Lyonnaise des eaux. Après la Première Guerre mondiale, l'entreprise investit dans l'énergie, notamment à Vitry où elle construit une centrale thermoélectrique en 1931.
La société est ensuite rebaptisée Société lyonnaise des eaux et de l’électricité (SLEE, ou groupe Mercier) qui domine Paris et sa région). Avant-guerre, c'est le premier électricien français, devant la Société générale de force et lumière (SGFL) du magnat Pierre-Marie Durand.
En 1936, c'est la première société au palmarès des capitalisations boursières françaises, marquée par la montée en puissance des sociétés industrielles et électriques, alors qu'elle n'était encore que 19e en 1928.

### Nationalisation de l’activité énergie et développement international
En 1946, la nationalisation des secteurs du gaz et de l'électricité change la stratégie. La Lyonnaise des eaux se repositionne sur les services d’eau. L’entreprise investit dans le traitement des eaux usées et développe une activité de conseil qui va lui permettre d'obtenir des contrats de concession à l'étranger à partir des années 1970.
Elle poursuit en parallèle sa politique d’acquisition de sociétés : Eaux de Calais, (1954), Eaux de Douai (1959) et signe des contrats de concession avec des villes importantes comme Soissons (1962) et Carcassonne (1964).

### La croissance par la diversification
Avec l’acquisition de la SITA (gestion des déchets urbains), Degrémont (construction de stations de traitement de l’eau) au début des années 1970, les Pompes Funèbres Générales en 1978, le groupe se lance dans une politique de diversification de ses activités de services auprès des collectivités.
Cette politique se poursuit avec la création de l’opérateur de télévision par câble Lyonnaise Communications (qui deviendra Noos). En 1990, la Lyonnaise des eaux fusionne avec l’entreprise de BTP, Dumez.

### Le recentrage sur les services de l’eau et de l’assainissement en France
La Lyonnaise des eaux se désengage des Pompes funèbres générales en 1996 et fusionne un an plus tard avec Suez (19 juin 1997). Le nouveau groupe se recentre progressivement sur deux pôles : l'énergie et l'environnement. Lyonnaise des eaux appartient désormais à ce second pôle, où l’entreprise s'occupe de gestion de l'eau et de l'assainissement en France.
Le 12 mars 2015, la marque commerciale Lyonnaise des Eaux est abandonnée au profit de la marque unique de son groupe de rattachement : Suez Environnement devenu Suez, en juillet 2015. Depuis le 10 octobre 2016, Lyonnaise des eaux SAS a changé de dénomination sociale pour Suez Eau France SAS. Cette modification ne change rien concernant la structuration ou l'organisation de la société.
Le 23 septembre 2020, dans un contexte de rachat de 29,9 % des parts d'Engie dans Suez par le groupe Veolia, Suez annonce placer sa filiale Eau France dans une fondation aux Pays-Bas pour la protéger d'une cession à un fonds d'infrastructures pendant au moins quatre ans,.

### Rachat du groupe Suez par Veolia et cession des activités eau et déchets
En avril 2021, Suez et Veolia annoncent être parvenus à un accord de principe permettant le rapprochement entre les deux groupes, en valorisant Suez à environ 13 milliards d'euros. Les activités qui ne sont pas acquises par Veolia incluent les activités « Eau », Suez Eau France, et « Déchets », Suez Recyclage & Revalorisation France, de Suez en France, mais également ses activités en Italie, en Australie, en Tchéquie et en Inde, entité qui aura comme actionnaires les fonds d'investissement Meridiam, Ardian et Global Infrastructure Partners ainsi que la Caisse des dépôts et consignations.
Le 14 décembre 2021, la Commission européenne autorise le rachat de Suez par Veolia pour 13 milliards d'euros, néanmoins « subordonné au respect intégral » des engagements qui « éliminent entièrement les problèmes de concurrence relevés », qui inclut de céder les activités de Suez en France, dont Suez Eau France et Suez Recyclage & Revalorisation France (ex-SITA).

## Identité visuelle

Ancien logo de la Lyonnaise des eaux jusqu'en l'an 2000
Ancien logo de la Lyonnaise des eaux de janvier 2001 à juillet 2008
Ancien logo de la Lyonnaise des eaux de juillet 2008 au 12 mars 2015
Ancien logo de Suez Environnement commun à l'ensemble des entités du groupe du 12 mars 2015 au 29 juillet 2015
Logo de Suez depuis le 29 juillet 2015

## Métiers

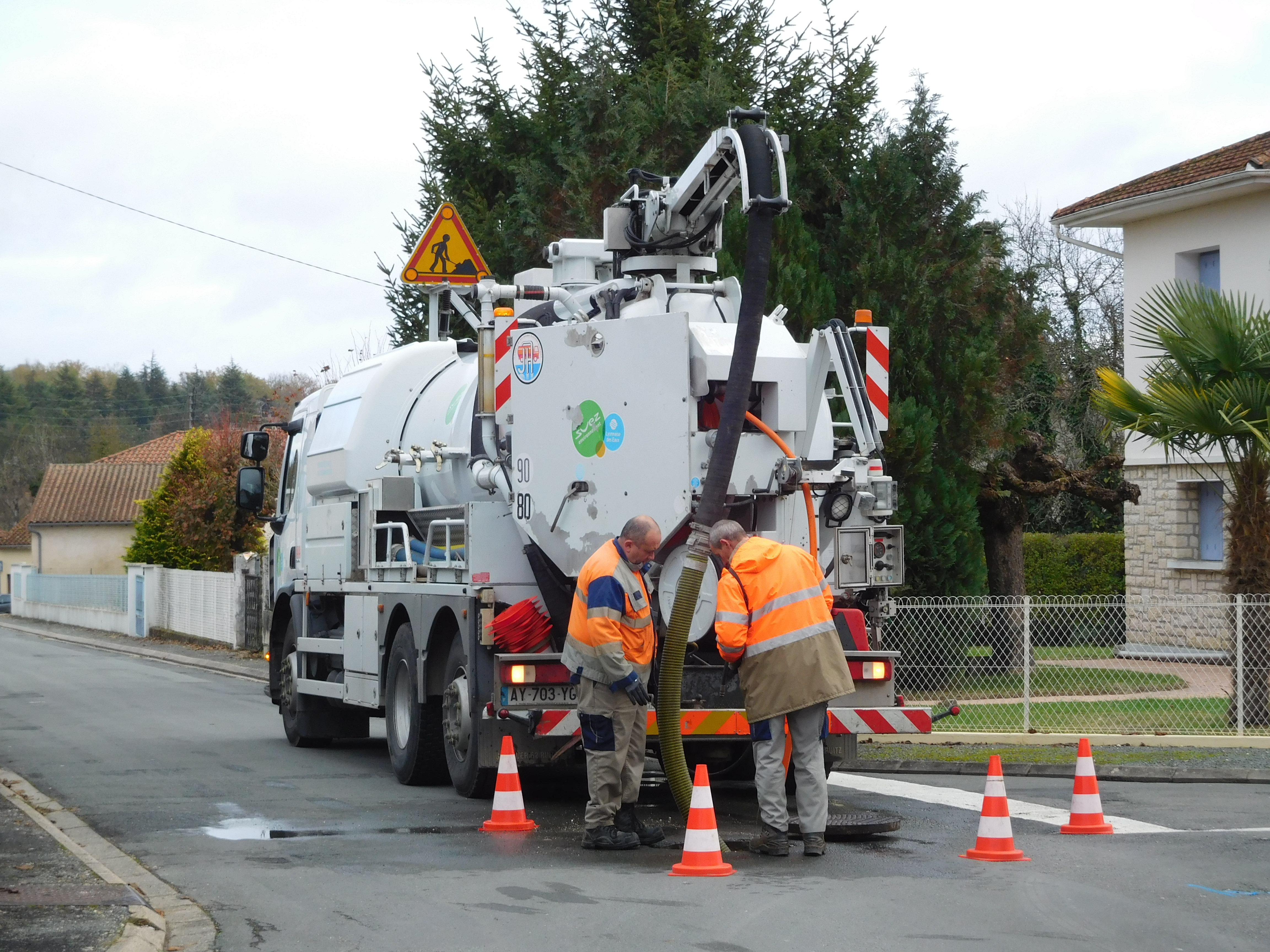
Un hydrocureur de Suez, permettant de déboucher les égouts, à Mussidan

La Lyonnaise des eaux assure la production et la fourniture de l’eau potable aux collectivités locales et aux Industriels. Elle se charge également de la collecte et de la dépollution des eaux usées.
Son offre comprend également des prestations de services comme la surveillance des eaux de baignade, la gestion du patrimoine (canalisations, pompages, usines…) ou la gestion des eaux pluviales.
Lyonnaise des eaux est composée de 16 entreprises régionales qui hébergent des unités opérationnelles et des centres d'expertise. 150 agences territoriales sont réparties sur l'ensemble du territoire national.
L'entreprise partage un centre de recherche le CIRSEE, avec Suez Environnement. En 2011, le groupe a consacré 74 millions d'euros à la R&D.

## Contrats
En France, il existe plusieurs modes de gestion des services d’eau et d’assainissement (voir aussi eau potable la partie sur la gestion de l'eau) :
La régie
Le service est directement géré par la collectivité. Et la gestion déléguée. Les contrats signés entre les collectivités locales et les opérateurs d’eau répondent à une réglementation stricte.
La concession
Le service de l’eau est concédé à une société privée. Cette dernière construit les infrastructures et gère le service pour le compte de la collectivité. Les investissements réalisés reviennent ensuite de plein droit à la commune, à l’issue du contrat. Généralement, ce type de contrat, en raison des investissements à amortir est de longue durée (20 - 25 ans).
L’affermage
L’entreprise gère seulement le service, les investissements sont pris en charge par la collectivité. La durée du contrat est moyenne (10 – 15 ans).
La gérance
Le contrat ne porte que sur une partie spécifique du service ; la durée du contrat est généralement plus courte (moins de 7 ans).

## Les présidents de la Lyonnaise des eaux
- Charles Lan (1880-1885)
- Gustave Deseilligny (1885-1889)
- Jules Roche (1889-1923)
- Albert Petsche (1923-1933)
- Ernest Mercier (1933-1954)
- Joseph Thuillier (1954-1966)
- Maurice Bonfils (1966-1969)
- Pierre Chaussade (1970-1980)
- Jérôme Monod (1980-2000)
- Bernard Guirkinger (2000-2009)
- Jean-Louis Chaussade (depuis 2009)

## Controverse
Dans le début des années 1990, le nom de Lyonnaise des eaux ainsi que celui d’autres entreprises, a été cité dans des contentieux liés au financement de partis politiques, comme dans l'affaire Dauphiné News. L’interdiction faite aux partis politiques de se financer auprès de personnes morales a rendu ces modes de financements caducs.